# Take Me Away (cântec de Avril Lavigne)
Take Me Away este presupusul prim single extras de pe albumul Under My Skin, al cântăreței de origine canadiană Avril Lavigne. În privința cronologiei a existat o controversă, melodia Take Me Away fiind lăsată în cele din urmă sub statutul de prim single.

## Informații generale
Take Me Away este primul single extras de pe albumul Under My Skin. La producerea sa Lavigne a colaborat cu Evan Taubenfeld. Această melodia a fost lansată cam în aceeași perioadă cu Don't Tell Me, lucru care a creat confuzie în rândul fanilor, care nu au înțeles care este ordinea single-urilor. Avril Lavigne a lămurit lucrurile imediat, specificând că Take Me Away va fi doar un single pentru radio, care nu va beneficia de un videoclip, iar „Don't Tell Me” va fi cea de-a doua piesă în ordinea lansării. În Australia artista a preferat să lanseze această piesă drept ultimul single. Deși pentru melodia Take Me Away Lavigne nu a filmat niciodată un videoclip, fanii săi au creat zeci de clipuri, care conțineau fotografii cu ea din acea perioadă.
Conform ASCAP (American Society of Composers, Authors and Publishers), Lavigne a mai înregistrat o piesă numită Take Me Away, care este total diferită față de cea inclusă pe albumul Under My Skin, iar între cele două nu există nicio legătură, diferând complet de la temă până la lungime. Prima piesă înregistrată de către Lavigne trebuia să fie inclusă pe albumul său de debut, Let Go dar nu a reușit să intre între primele treisprezece incluse pe album.

## Poziții ocupate în topuri
Take Me Away nu a intrat în niciun top.